# پارک پیروزی، ایروان
پارک پیروزی (ارمنی: «Հաղթանակ» զբոսայգի Haght'anak zbosaygi) یک پارک شهری که در ناحیه کاناکر زیتون ایروان، پایتخت ارمنستان واقع شده‌است.
احداث این پارک در اواخر دهه ۱۹۳۰ میلادی شروع شده‌است و در سال ۱۹۵۰ میلادی رسماً افتتاح شده‌است. این پارک ۳۳ هزار مترمربع مساحت دارد.

## نگارخانه

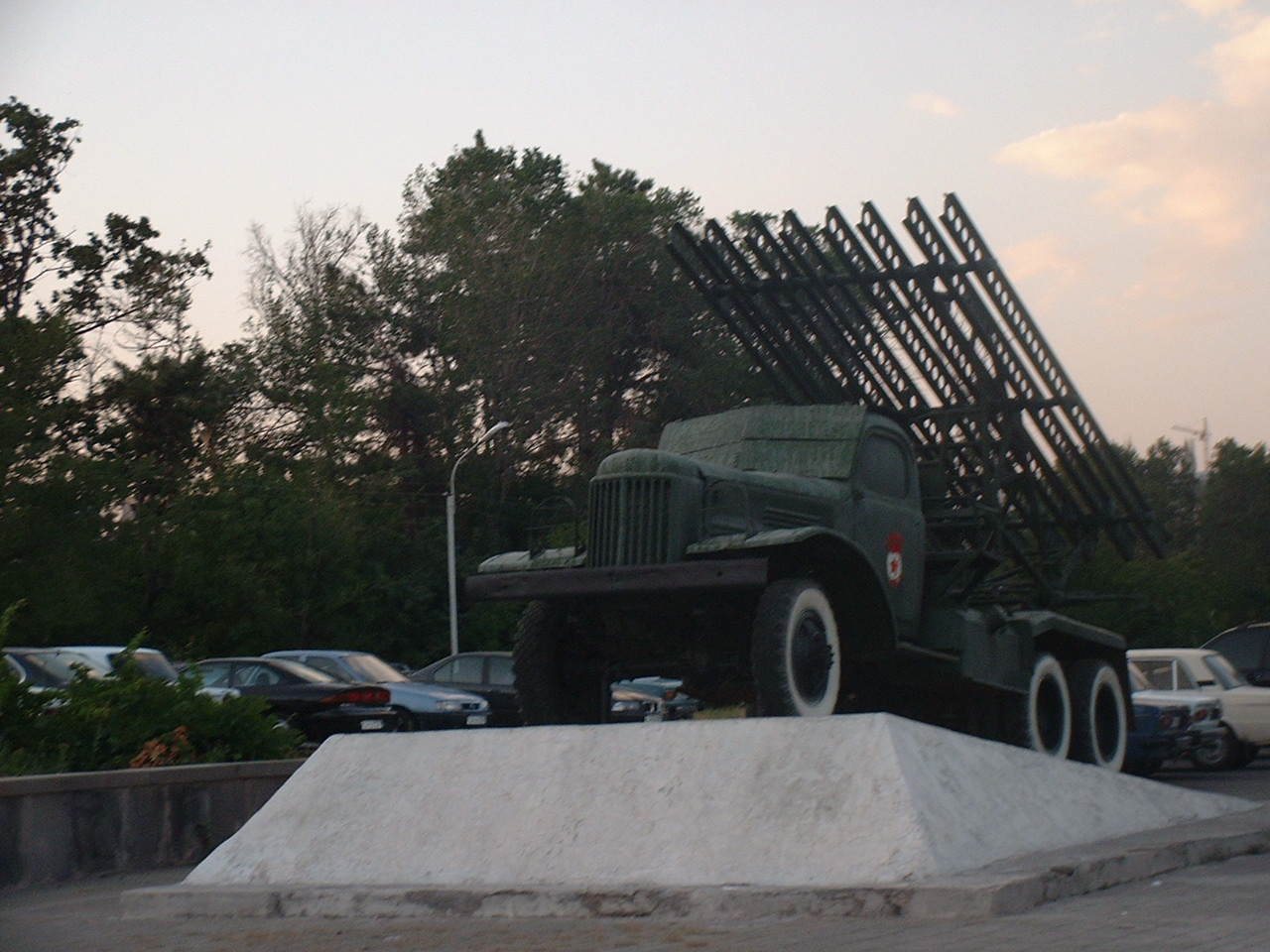
پرتاب کننده موشک کاتیوشا شوروی
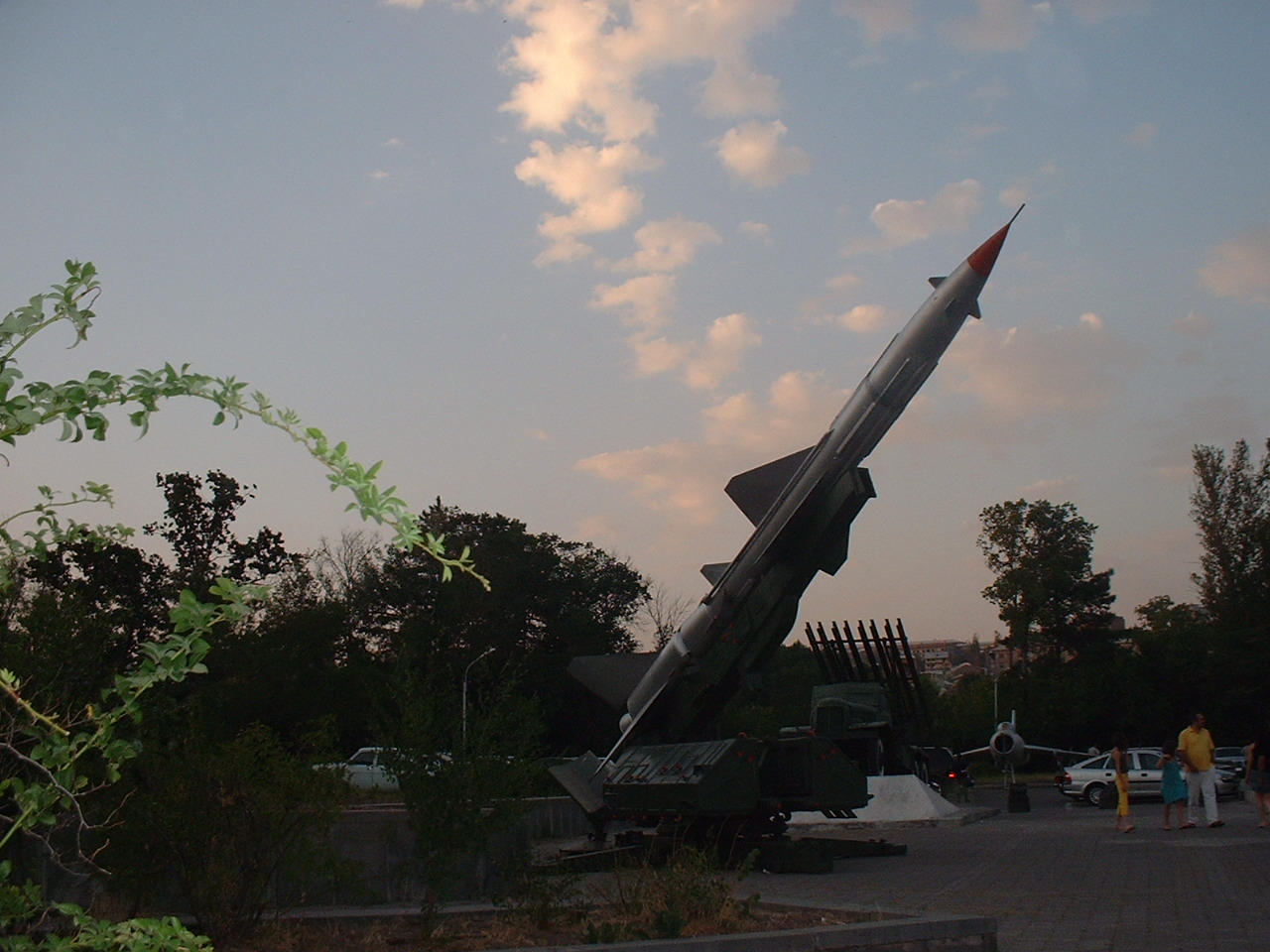
موشک سطح به هوا اس-۷۵ دوینا شوروی
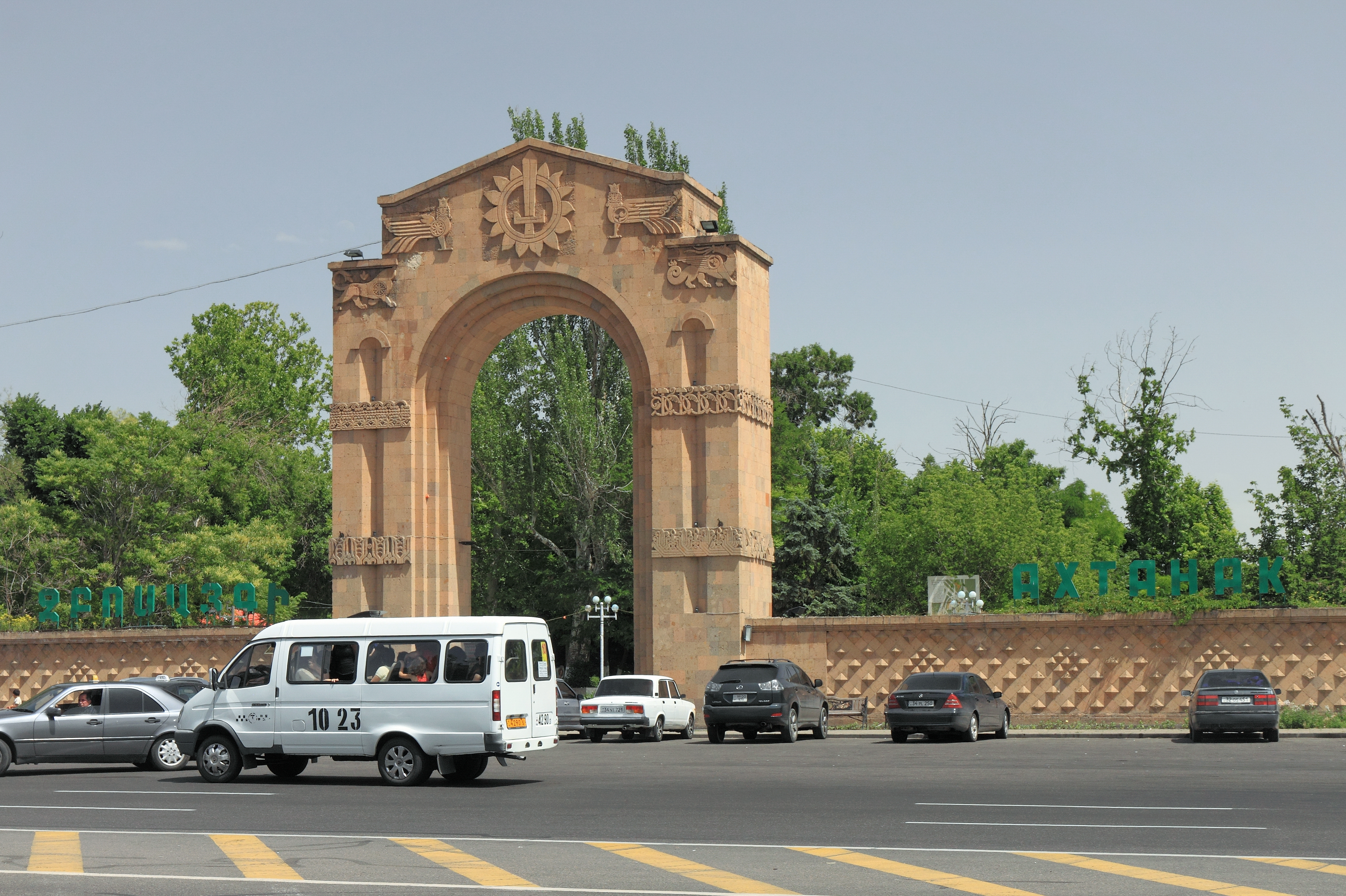